# Бывшее здание резиденции политического агента Российской империи
Бывшее здание резиденции политического агента Российской империи — памятник культурного наследия. Бывшее здание резиденции политического агента Российской империи. Было построено в 1890—1891 годах в Новой Бухаре Бухарского эмирата. В настоящее время оно находится на улице Ватанпарвар города Каган Бухарской области Узбекистана.
Включено в национальный перечень объектов недвижимого имущества материального и культурного наследия Узбекистана — находится под охраной государства. Ныне оно находится в заброшенном и в плачевном состоянии.